# Llista de monuments de l'Horta Sud
Llista de monuments de l'Horta Sud inscrits en l'Inventari General del Patrimoni Cultural Valencià per la comarca de l'Horta Sud.
S'inclouen els monuments declarats com a Béns d'Interés Cultural (BIC), classificats com a béns immobles sota la categoria de monuments (realitzacions arquitectòniques o d'enginyeria, i obres d'escultura colossal), i els monuments declarats com a Béns immobles de rellevància local (BRL), inscrits en l'Inventari General del Patrimoni Cultural Valencià, en les seccions 1a i 2a respectivament. També s'inclou l'inventari sectorial de béns immobles d'etnologia (BIE).

## Alaquàs
| Monument                                                             | Prot.?        | Estil/època              | Localització                                                  | Coordenades                                          | Codi?         | Imatge |
| -------------------------------------------------------------------- | ------------- | ------------------------ | ------------------------------------------------------------- | ---------------------------------------------------- | ------------- | --- |
| Palau dels Aguilar                                                   | BIC           | Renaixement S.XVI (1582) | Alaquàs C. Pare Guillem, 2                                    | 39° 27′ 28″ N, 0° 27′ 24″ O / 39.457847°N,0.456798°O | RI-51-0000153 | Palau dels Aguilar (Alaquàs) · Vegeu més fotos d'aquest monument · Carregueu una nova foto d'aquest monument                                                   |
| Convent de la Mare de Déu de l'Olivar                                | BRL           |                          | Alaquàs Pl. d'Espanya, 51                                     | 39° 27′ 24″ N, 0° 27′ 40″ O / 39.456756°N,0.461131°O | 46.14.005-007 | Convent de Nostra Senyora de l'Olivar (Alaquàs) · Carregueu una nova foto d'aquest monument                                                                    |
| Església parroquial de l'Assumpció                                   | BRL           | S.XVI                    | Alaquàs Pl. de l'Església                                     | 39° 27′ 27″ N, 0° 27′ 24″ O / 39.457544°N,0.456731°O | 46.14.005-001 | Església parroquial de l'Assumpció (Alaquàs) · Vegeu més fotos d'aquest monument · Carregueu una nova foto d'aquest monument                                   |
| Església parroquial de la Mare de Déu de l'Olivar                    | BRL           |                          | Alaquàs C. Perolers, 3                                        | 39° 27′ 25″ N, 0° 27′ 41″ O / 39.456836°N,0.461272°O | 46.14.005-002 | Església parroquial de la Mare de Déu de l'Olivar (Alaquàs) · Vegeu més fotos d'aquest monument · Carregueu una nova foto d'aquest monument                    |
| Retaule ceràmic del Cor de Jesús                                     | BRL etnològic | final del s.XIX          | Alaquàs C. Mayor, 70                                          | 39° 27′ 26″ N, 0° 27′ 37″ O / 39.45735°N,0.460389°O  | 46.14.005-E1  | Retaule ceràmic del Cor de Jesús (Alaquàs) · Vegeu més fotos d'aquest monument · Carregueu una nova foto d'aquest monument                                     |
| Retaule ceràmic d'una tartana                                        | BRL etnològic | final del s.XIX          | Alaquàs C. Capellà Forriol - c. Mayor, 21                     | 39° 27′ 29″ N, 0° 27′ 29″ O / 39.457931°N,0.457986°O | 46.14.005-E2  | Retaule ceràmic d'una tartana (Alaquàs) · Carregueu una nova foto d'aquest monument                                                                            |
| Retaule ceràmic de la Puríssima Concepció                            | BRL etnològic | principis del s.XX       | Alaquàs C. Major, 39                                          | 39° 27′ 28″ N, 0° 27′ 31″ O / 39.457887°N,0.458667°O | 46.14.005-E3  | Retaule ceràmic de la Puríssima Concepció (Alaquàs) · Carregueu una nova foto d'aquest monument                                                                |
| Via Crucis, estació XIV                                              | BRL etnològic | ca.1870                  | Alaquàs Santuari de la Salud, pl. Mayor                       | 39° 27′ 24″ N, 0° 27′ 41″ O / 39.456731°N,0.461292°O | 46.14.005-E4  | Via Crucis, estació XIV (Alaquàs) · Vegeu més fotos d'aquest monument · Carregueu una nova foto d'aquest monument                                              |
| Via Crucis, estació XI                                               | BRL etnològic | principi del s.XIX       | Alaquàs Santuari de la Salud, pl. Mayor                       | 39° 27′ 25″ N, 0° 27′ 41″ O / 39.456906°N,0.4613°O   | 46.14.005-E5  | Via Crucis, estació XI (Alaquàs) · Vegeu més fotos d'aquest monument · Carregueu una nova foto d'aquest monument                                               |
| Retaule ceràmic de la Mare de Déu del Rosari al carrer Benlliure, 51 | BRL etnològic | principi del s.XIX       | Alaquàs C. dels Benlliure, 51                                 | 39° 27′ 29″ N, 0° 27′ 37″ O / 39.458008°N,0.460239°O | 46.14.005-E6  | Retaule ceràmic de la Mare de Déu del Rosari al carrer Benlliure, 51 (Alaquàs) · Carregueu una nova foto d'aquest monument                                     |
| Retaule ceràmic de la Mare de Déu del Rosari al carrer Benlliure, 18 | BRL etnològic | 1922                     | Alaquàs C. dels Benlliure, 18                                 | 39° 27′ 30″ N, 0° 27′ 28″ O / 39.45845°N,0.457817°O  | 46.14.005-E7  | Retaule ceràmic de la Mare de Déu del Rosari al carrer Benlliure, 18 (Alaquàs) · Vegeu més fotos d'aquest monument · Carregueu una nova foto d'aquest monument |
| Retaule ceràmic de Sant Miquel                                       | BRL etnològic | final del s.XVIII        | Alaquàs C. Mayor, 14-16; arcada d'accés al carrer San Miguel. | 39° 27′ 29″ N, 0° 27′ 28″ O / 39.458031°N,0.457897°O | 46.14.005-E8  | Retaule ceràmic de Sant Miquel (Alaquàs) · Vegeu més fotos d'aquest monument · Carregueu una nova foto d'aquest monument                                       |
| Retaule ceràmic de Sant Roc                                          | BRL etnològic | ca.1800                  | Alaquàs C. València, 40, abans c. San Roque                   | 39° 27′ 25″ N, 0° 27′ 26″ O / 39.456914°N,0.457161°O | 46.14.005-E9  | Retaule ceràmic de Sant Roc (Alaquàs) · Vegeu més fotos d'aquest monument · Carregueu una nova foto d'aquest monument                                          |
| Retaule ceràmic del Santíssim Sagrament                              | BRL etnològic | 1861                     | Alaquàs Pl. Santísimo, 4                                      | 39° 27′ 27″ N, 0° 27′ 27″ O / 39.457567°N,0.457581°O | 46.14.005-E10 | Retaule ceràmic del Santíssim Sagrament (Alaquàs) · Vegeu més fotos d'aquest monument · Carregueu una nova foto d'aquest monument                              |
| Ateneu Cultural i Esportiu                                           | BIE           |                          | Alaquàs                                                       | 39° 27′ 30″ N, 0° 27′ 26″ O / 39.458208°N,0.457306°O | 46.14.005-E11 | Ateneu Cultural i Esportiu (Alaquàs) · Vegeu més fotos d'aquest monument · Carregueu una nova foto d'aquest monument                                           |
| Pou de Sant Francesc de Paula                                        | BIE           | XX (1920)                | Alaquàs Camí del Bobalar                                      | 39° 27′ 00″ N, 0° 28′ 38″ O / 39.44987°N,0.47713°O   | 46.14.005-E12 | Pou de Sant Francesc de Paula (Alaquàs) · Carregueu una nova foto d'aquest monument                                                                            |
| Motor de la Divina Pastora                                           | BIE           | XX (1917)                | Alaquàs Camí del Dijous                                       | 39° 27′ 20″ N, 0° 26′ 57″ O / 39.455429°N,0.449112°O | 46.14.005-E13 | Motor de la Divina Pastora (Alaquàs) · Carregueu una nova foto d'aquest monument                                                                               |
| Cementeri Municipal Vell                                             | BIE           | XX (1890)                | Alaquàs Camí Vell de Torrent, el Bovalar                      | 39° 27′ 07″ N, 0° 27′ 51″ O / 39.451937°N,0.46409°O  | 46.14.005-E14 | Carregueu una nova foto d'aquest monument |
| Dipòsit d'Aigües Potables                                            | BIE           |                          | Alaquàs                                                       | 39° 27′ 27″ N, 0° 27′ 40″ O / 39.457384°N,0.461045°O | 46.14.005-E15 | Carregueu una nova foto d'aquest monument |

## Albal
| Monument                                          | Prot.?        | Estil/època                                        | Localització                                  | Coordenades                                                        | Codi?         | Imatge |
| ------------------------------------------------- | ------------- | -------------------------------------------------- | --------------------------------------------- | ------------------------------------------------------------------ | ------------- | --- |
| Torre àrab d'Albal                                | BIC           | Arquitectura islàmica - Arquitectura medieval S.XI | Albal Pl. de la Torre                         | 39° 23′ 43″ N, 0° 24′ 55″ O / 39.395396°N,0.415283°O               | RI-51-0010732 | Torre àrab (Albal) · Vegeu més fotos d'aquest monument · Carregueu una nova foto d'aquest monument                                        |
| Ermita de Santa Anna                              | BRL           | S.XIV; S.XIX                                       | Albal Parc de Santa Anna                      | 39° 23′ 55″ N, 0° 25′ 52″ O / 39.398559°N,0.431196°O               | 46.16.007-001 | Ermita de Santa Anna (Albal) · Vegeu més fotos d'aquest monument · Carregueu una nova foto d'aquest monument                              |
| Església parroquial de la Mare de Déu dels Àngels | BRL           | S.XVII                                             | Albal Pl. de l'Església, 9                    | 39° 23′ 50″ N, 0° 24′ 52″ O / 39.397089°N,0.414553°O               | 46.16.007-002 | Església parroquial de la Mare de Déu dels Àngels (Albal) · Vegeu més fotos d'aquest monument · Carregueu una nova foto d'aquest monument |
| Casa en l'avinguda Pare Carlos Ferris, 28         | BRL           |                                                    | Albal Av. Pare Carlos Ferris, 28              | 39° 23′ 52″ N, 0° 24′ 21″ O / 39.397861°N,0.405753°O               | 46.16.007-008 | Casa en l'avinguda Pare Carlos Ferris, 28 (Albal) · Vegeu més fotos d'aquest monument · Carregueu una nova foto d'aquest monument         |
| Fesa del Braç dels Horts                          | BIE           | XX (1970)                                          | Albal Camí d'Alcàsser a Santa Anna, les Altes | 39° 22′ 33″ N, 0° 26′ 03″ O / 39.37591°N,0.434212°O                | 46.16.007-E1  | Fesa del Braç dels Horts (Albal) · Vegeu més fotos d'aquest monument · Carregueu una nova foto d'aquest monument                          |
| Retaule ceràmic de la Trinitat                    | BRL etnològic | ca.1800                                            | Albal C. San José, 30-32                      | 39° 23′ 45″ N, 0° 24′ 54″ O / 39.395839°N,0.415064°O               | 46.16.007-E2  | Retaule ceràmic de la Trinitat (Albal) · Vegeu més fotos d'aquest monument · Carregueu una nova foto d'aquest monument                    |
| Retaule ceràmic de Sant Josep                     | BRL etnològic | Final del s.XIX                                    | Albal C. José Antonio, 3 - c. S. José, 4      | 39° 23′ 48″ N, 0° 24′ 52″ O / 39.396617°N,0.414547°O               | 46.16.007-E3  | Retaule ceràmic de Sant Josep (Albal) · Vegeu més fotos d'aquest monument · Carregueu una nova foto d'aquest monument                     |
| Retaule ceràmic de Sant Roc                       | BRL etnològic | final del s.XIX                                    | Albal C. San Roque, 23-25                     | 39° 23′ 39″ N, 0° 24′ 56″ O / 39.394269°N,0.415589°O               | 46.16.007-E4  | Retaule ceràmic de Sant Roc (Albal) · Vegeu més fotos d'aquest monument · Carregueu una nova foto d'aquest monument                       |
| Cinema Rivelles                                   | BIE           |                                                    | Albal                                         | 39° 23′ 50″ N, 0° 24′ 51″ O / 39.397096°N,0.414304°O               | 46.16.007-E5  | Cinema Rivelles (Albal) · Vegeu més fotos d'aquest monument · Carregueu una nova foto d'aquest monument                                   |
| Mercat Municipal                                  | BIE           |                                                    | Albal                                         | 39° 23′ 50″ N, 0° 24′ 51″ O / 39.397096388889°N,0.41430416666667°O | 46.16.007-E6  | Mercat Municipal (Albal) · Vegeu més fotos d'aquest monument · Carregueu una nova foto d'aquest monument                                  |
| Motor de Benama Horteta                           | BIE           | 1945                                               | Albal Camí Corregudes                         | 39° 24′ 07″ N, 0° 24′ 38″ O / 39.402039°N,0.410637°O               | 46.16.007-E7  | Carregueu una nova foto d'aquest monument                                                                                                 |
| Casa de camp i corral                             | BIE           | 1894                                               | Albal Sender de l'Hort de Trénor              | 39° 24′ 00″ N, 0° 26′ 33″ O / 39.399889°N,0.442556°O               | 46.16.007-E9  | Carregueu una nova foto d'aquest monument                                                                                                 |
| Séquia Reial del Xúquer                           | BIE           | XVIII-XIX (1707-1801)                              | Albal Camí del Pinet, la Montaneta            | 39° 23′ 23″ N, 0° 26′ 08″ O / 39.38977°N,0.435484°O                | 46.16.007-E10 | Séquia Reial del Xúquer (Albal) · Vegeu més fotos d'aquest monument · Carregueu una nova foto d'aquest monument                           |

## Alcàsser
| Monument                                          | Prot.?        | Estil/època          | Localització                                  | Coordenades                                                      | Codi?         | Imatge |
| ------------------------------------------------- | ------------- | -------------------- | --------------------------------------------- | ---------------------------------------------------------------- | ------------- | --- |
| Castell Palau de la Baronia                       | BIC           |                      | Alcàsser Ajuntament, pl. Castell              | 39° 22′ 11″ N, 0° 26′ 43″ O / 39.369825°N,0.445204°O             | 46.16.015-002 | Castell Palau de la Baronia (Alcàsser) · Vegeu més fotos d'aquest monument · Carregueu una nova foto d'aquest monument                     |
| Església parroquial de Sant Martí                 | BRL           | S.XVII; S.XIX (1805) | Alcàsser Pl. del Castell                      | 39° 22′ 13″ N, 0° 26′ 42″ O / 39.370154°N,0.444974°O             | 46.16.015-001 | Església parroquial de Sant Martí (Alcàsser) · Vegeu més fotos d'aquest monument · Carregueu una nova foto d'aquest monument               |
| Fesa de Beniparrell                               | BIE           | XX (1940)            | Alcàsser Camí d'Alcàsser a Albal, Poliol      | 39° 22′ 32″ N, 0° 26′ 10″ O / 39.375541°N,0.436133°O             | 46.16.015-E1  | Carregueu una nova foto d'aquest monument                                                                                                  |
| Fesa del Pinet 01                                 | BIE           | XX (1970)            | Alcàsser Camí d'Alcàsser a Sta. Anna, Poliol  | 39° 22′ 54″ N, 0° 26′ 20″ O / 39.381717°N,0.438832°O             | 46.16.015-E2  | Fesa del Pinet 01 (Alcàsser) · Vegeu més fotos d'aquest monument · Carregueu una nova foto d'aquest monument                               |
| Fesa del Pinet 02                                 | BIE           | XX (1970)            | Alcàsser Camí d'Alcàsser a Sta. Anna, Poliol  | 39° 23′ 03″ N, 0° 26′ 21″ O / 39.384078°N,0.439256°O             | 46.16.015-E3  | Fesa del Pinet 02 (Alcàsser) · Vegeu més fotos d'aquest monument · Carregueu una nova foto d'aquest monument                               |
| Retaule ceràmic de la Mare de Déu de la Bona Guia | BRL etnològic | ca.1800              | Alcàsser C. Santíssima Trinitat, 2            | 39° 22′ 07″ N, 0° 26′ 45″ O / 39.368583°N,0.445833°O             | 46.16.015-E4  | Retaule ceràmic de la Mare de Déu de la Bona Guia (Alcàsser) · Carregueu una nova foto d'aquest monument                                   |
| Retaule ceràmic de Sant Martí                     | BRL etnològic | final s.XIX          | Alcàsser C. Jaume I, 2                        | 39° 22′ 10″ N, 0° 26′ 43″ O / 39.369381°N,0.445319°O             | 46.16.015-E5  | Retaule ceràmic de Sant Martí (Alcàsser) · Vegeu més fotos d'aquest monument · Carregueu una nova foto d'aquest monument                   |
| Cementeri Municipal                               | BIE           | XX (1918)            | Alcàsser Camí del Pinet                       | 39° 22′ 33″ N, 0° 26′ 28″ O / 39.375903°N,0.441122°O             | 46.16.015-E7  | Cementeri Municipal (Alcàsser) · Vegeu més fotos d'aquest monument · Carregueu una nova foto d'aquest monument                             |
| Motor d'Estela                                    | BIE           | XX (1910)            | Alcàsser Camí del Motor Nou                   | 39° 22′ 14″ N, 0° 27′ 13″ O / 39.370691°N,0.453594°O             | 46.16.015-E8  | Motor d'Estela (Alcàsser) · Vegeu més fotos d'aquest monument · Carregueu una nova foto d'aquest monument                                  |
| Motor Nou                                         | BIE           | XX (1920)            | Alcàsser Camí del Motor Nou                   | 39° 22′ 14″ N, 0° 27′ 13″ O / 39.370691°N,0.453594°O             | 46.16.015-E9  | Motor Nou (Alcàsser) · Vegeu més fotos d'aquest monument · Carregueu una nova foto d'aquest monument                                       |
| Escorxador Municipal Vell                         | BIE           | XX (1927)            | Alcàsser Camí del Pouet                       | 39° 22′ 06″ N, 0° 27′ 03″ O / 39.368297°N,0.450871°O             | 46.16.015-E10 | Escorxador Municipal Vell (Alcàsser) · Vegeu més fotos d'aquest monument · Carregueu una nova foto d'aquest monument                       |
| Cooperativa Agrícola San José                     | BIE           | XX (1945)            | Alcàsser C. Portal de la Montanyeta, el Pouet | 39° 22′ 11″ N, 0° 26′ 54″ O / 39.369602°N,0.448328°O             | 46.16.015-E11 | Cooperativa Agrícola San José (Alcàsser) · Vegeu més fotos d'aquest monument · Carregueu una nova foto d'aquest monument                   |
| Magatzem de Rajoles, antiga Paperera Sharc        | BIE           |                      | Alcàsser C. Colón, 7                          | 39° 21′ 55″ N, 0° 26′ 43″ O / 39.3653°N,0.44527°O                | 46.16.015-E12 | Magatzem de Rajoles (Alcàsser) · Vegeu més fotos d'aquest monument · Carregueu una nova foto d'aquest monument                             |
| Magatzem de Taronja                               | BIE           | XX (1940)            | Alcàsser C. Gómez Ferrer, 26                  | 39° 22′ 11″ N, 0° 26′ 38″ O / 39.369627°N,0.443754°O             | 46.16.015-E13 | Magatzem de Taronja (Alcàsser) · Vegeu més fotos d'aquest monument · Carregueu una nova foto d'aquest monument                             |
| Fàbrica de Matalassos                             | BIE           | XX (1943 ca.)        | Alcàsser C. Colón, 9                          | 39° 21′ 55″ N, 0° 26′ 42″ O / 39.36536°N,0.445128°O              | 46.16.015-E14 | Fàbrica de Matalassos del carrer Colón (Alcàsser) · Vegeu més fotos d'aquest monument · Carregueu una nova foto d'aquest monument          |
| Motor d'Esquefa                                   | BIE           | XX (1910)            | Alcàsser Els Garroferals                      | 39° 22′ 33″ N, 0° 27′ 36″ O / 39.37585°N,0.46008°O               | 46.16.015-E15 | Motor d'Esquefa (Alcàsser) · Vegeu més fotos d'aquest monument · Carregueu una nova foto d'aquest monument                                 |
| Motor de Moran                                    | BIE           | XX (1910)            | Alcàsser El Pouet                             | 39° 22′ 33″ N, 0° 27′ 13″ O / 39.375715°N,0.453491°O             | 46.16.015-E16 | Motor de Moran (Alcàsser) · Vegeu més fotos d'aquest monument · Carregueu una nova foto d'aquest monument                                  |
| Motor de Cervelló                                 | BIE           | XX (1902)            | Alcàsser Els Garroferals                      | 39° 21′ 57″ N, 0° 26′ 40″ O / 39.3658139°N,0.44453333333333334°O | 46.16.015-E17 | Motor de Cervelló (Alcàsser) · Vegeu més fotos d'aquest monument · Carregueu una nova foto d'aquest monument                               |
| Escorxador vell                                   | BIE           | XX (1945)            | Alcàsser C. Portal de la Montanyeta           | 39° 22′ 11″ N, 0° 26′ 54″ O / 39.369631°N,0.448443°O             | 46.16.015-E18 | Escorxador vell (Alcàsser) · Vegeu més fotos d'aquest monument · Carregueu una nova foto d'aquest monument                                 |
| Motor del Roget                                   | BIE           | XX (1929)            | Alcàsser Camí del Pouet                       | 39° 22′ 10″ N, 0° 27′ 05″ O / 39.369374°N,0.451517°O             | 46.16.015-E20 | Motor del Roget (Alcàsser) · Vegeu més fotos d'aquest monument · Carregueu una nova foto d'aquest monument                                 |
| Fabrica de Matalassos                             | BIE           |                      | Alcàsser C. Santa Trinitat, 96 - C. Colón, 11 | 39° 26′ 22″ N, 0° 27′ 54″ O / 39.439488°N,0.464984°O             | 46.16.015-E21 | Fabrica de Matalassos del carrer Santa Trinitat (Alcàsser) · Vegeu més fotos d'aquest monument · Carregueu una nova foto d'aquest monument |
| Séquia Reial del Xúquer                           | BIE           | 1767-1801            | Alcàsser                                      | 39° 04′ 49″ N, 0° 35′ 44″ O / 39.080364°N,0.595458°O             | 46.16.015-E22 | Séquia Reial del Xúquer (Alcàsser) · Vegeu més fotos d'aquest monument · Carregueu una nova foto d'aquest monument                         |
| Pou-Sénia de l'Aliaga                             | BIE           | XX                   | Alcàsser Derruït                              | 39° 22′ 41″ N, 0° 25′ 42″ O / 39.378161°N,0.428317°O             | 46.16.015-E23 | Carregueu una nova foto d'aquest monument                                                                                                  |

## Aldaia
| Monument                                                        | Prot.? | Estil/època     | Localització                            | Coordenades                                          | Codi?         | Imatge |
| --------------------------------------------------------------- | ------ | --------------- | --------------------------------------- | ---------------------------------------------------- | ------------- | --- |
| Ermita de Sant Miquel                                           | BRL    | S.XIX           | Aldaia C. Sant Miquel, 7                | 39° 27′ 59″ N, 0° 27′ 44″ O / 39.466271°N,0.462102°O | 46.14.021-002 | Ermita de Sant Miquel (Aldaia) · Vegeu més fotos d'aquest monument · Carregueu una nova foto d'aquest monument                                           |
| Ermita de la Mare de Déu de la Saleta                           | BRL    | S.XIX           | Aldaia C. Verge del Remei               | 39° 27′ 49″ N, 0° 28′ 00″ O / 39.463646°N,0.466739°O | 46.14.021-003 | Ermita de la Mare de Déu de la Saleta (Aldaia) · Vegeu més fotos d'aquest monument · Carregueu una nova foto d'aquest monument                           |
| Església parroquial del Salvador i la Mare de Déu de la Salette | BRL    |                 | Aldaia C. Sant Vicent, 63               | 39° 27′ 50″ N, 0° 27′ 56″ O / 39.464005°N,0.46569°O  | 46.14.021-004 | Església parroquial del Salvador i la Mare de Déu de la Salette (Aldaia) · Vegeu més fotos d'aquest monument · Carregueu una nova foto d'aquest monument |
| Església parroquial de la Mare de Déu de l'Anunciació           | BRL    | S.XVII; S.XVIII | Aldaia C. de l'Església, 1              | 39° 27′ 54″ N, 0° 27′ 44″ O / 39.464883°N,0.462193°O | 46.14.021-005 | Església parroquial de la Mare de Deu de l'Anunciació (Aldaia) · Vegeu més fotos d'aquest monument · Carregueu una nova foto d'aquest monument           |
| Rajolar de Farinós                                              | BIE    | XX (1930)       | Aldaia Camí de Silla, Alquerieta Dolors | 39° 28′ 09″ N, 0° 26′ 27″ O / 39.469141°N,0.440905°O | 46.14.021-E4  | Rajolar de Farinós (Aldaia) · Vegeu més fotos d'aquest monument · Carregueu una nova foto d'aquest monument                                              |
| Cisterna antiga d'aigua                                         | BIE    |                 | Aldaia Dintre de l'ajuntament           | 39° 27′ 53″ N, 0° 27′ 39″ O / 39.464732°N,0.460846°O | 46.14.021-E5  | Cisterna antiga d'aigua (Aldaia) · Vegeu més fotos d'aquest monument · Carregueu una nova foto d'aquest monument                                         |
| Estació de ferrocarril                                          | BIE    |                 | Aldaia                                  | 39° 27′ 40″ N, 0° 27′ 51″ O / 39.460974°N,0.464288°O | 46.14.021-E6  | Estació de ferrocarril (Aldaia) · Vegeu més fotos d'aquest monument · Carregueu una nova foto d'aquest monument                                          |
| Cinema Benlloch                                                 | BIE    | XX (1940)       | Aldaia C. Doctor Marañón, el Barranquet | 39° 27′ 36″ N, 0° 27′ 44″ O / 39.459984°N,0.462220°O | 46.14.021-E7  | Cinema Benlloch (Aldaia) · Vegeu més fotos d'aquest monument · Carregueu una nova foto d'aquest monument                                                 |
| Cementeri municipal                                             | BIE    | XX (1911)       | Aldaia El Perdiguer                     | 39° 28′ 23″ N, 0° 27′ 44″ O / 39.473158°N,0.462241°O | 46.14.021-E8  | Cementeri municipal (Aldaia) · Vegeu més fotos d'aquest monument · Carregueu una nova foto d'aquest monument                                             |
| Fàbrica de Fustes d'en Lozano Villanueva o del Barri la Lloma   | BIE    | XX (1930)       | Aldaia C. Xest, la Lloma                | 39° 27′ 53″ N, 0° 27′ 57″ O / 39.464642°N,0.465826°O | 46.14.021-E9  | Carregueu una nova foto d'aquest monument |
| Dipòsit Municipal de l'Aigua o Pou de l'Aigua                   | BIE    |                 | Aldaia                                  | 39° 27′ 57″ N, 0° 28′ 11″ O / 39.465734°N,0.469832°O | 46.14.021-E11 | Dipòsit Municipal de l'Aigua (Aldaia) · Carregueu una nova foto d'aquest monument                                                                        |
| Pont sobre el barranc dels Cavalls                              | BIE    |                 | Aldaia Pla de Quart                     | 39° 27′ 03″ N, 0° 30′ 25″ O / 39.450950°N,0.506956°O | 46.14.021-E12 | Pont sobre el barranc dels Cavalls (Aldaia) · Vegeu més fotos d'aquest monument · Carregueu una nova foto d'aquest monument                              |
| Fumeral del Rajolar La Aldayense                                | BIE    | XX (1920-1930)  | Aldaia Camí Fondo                       | 39° 27′ 57″ N, 0° 26′ 32″ O / 39.465830°N,0.442335°O | 46.14.021-E13 | Fumeral del Rajolar La Aldayense (Aldaia) · Carregueu una nova foto d'aquest monument                                                                    |
| Rajolar de Vicent Olmos                                         | BIE    |                 | Aldaia                                  | 39° 28′ 05″ N, 0° 27′ 34″ O / 39.467924°N,0.459372°O | 46.14.021-E16 | Rajolar de Vicent Olmos (Aldaia) · Vegeu més fotos d'aquest monument · Carregueu una nova foto d'aquest monument                                         |
| Rajolar del Bollo                                               | BIE    | XX (1940-1950)  | Aldaia La Captiva                       | 39° 28′ 16″ N, 0° 27′ 24″ O / 39.471245°N,0.456752°O | 46.14.021-E17 | Rajolar del Bollo (Aldaia) · Vegeu més fotos d'aquest monument · Carregueu una nova foto d'aquest monument                                               |
| Mina d'Aldaia                                                   | BIE    |                 | Aldaia                                  | 39° 26′ 56″ N, 0° 30′ 19″ O / 39.448828°N,0.505368°O | 46.14.021-E18 | Carregueu una nova foto d'aquest monument |

## Alfafar
| Monument                                                         | Prot.?         | Estil/època       | Localització                                    | Coordenades                                          | Codi?         | Imatge |
| ---------------------------------------------------------------- | -------------- | ----------------- | ----------------------------------------------- | ---------------------------------------------------- | ------------- | --- |
| Sindicat Arrosser                                                | BIC            | Eclecticisme S.XX | Alfafar C. Sant Gaietà, 2                       | 39° 25′ 20″ N, 0° 23′ 26″ O / 39.422224°N,0.390478°O | RI-51-0004945 | Sindicat Arrosser (Alfafar) · Vegeu més fotos d'aquest monument · Carregueu una nova foto d'aquest monument                                  |
| Església de la Mare de Déu del Do                                | BRL            | S.XVIII           | Alfafar Pl. del País Valencià                   | 39° 25′ 20″ N, 0° 23′ 23″ O / 39.422317°N,0.389794°O | 46.16.022-001 | Església de la Mare de Déu del Do (Alfafar) · Vegeu més fotos d'aquest monument · Carregueu una nova foto d'aquest monument                  |
| Alqueria del Pi o de Sapatos                                     | BRL            |                   | Alfafar C. dels Furs                            | 39° 25′ 27″ N, 0° 23′ 30″ O / 39.424063°N,0.391667°O | 46.16.022-006 | Alqueria del Pi (Alfafar) · Vegeu més fotos d'aquest monument · Carregueu una nova foto d'aquest monument                                    |
| Retaule ceràmic de Sant Josep i Sant Vicent Ferrer               | BRL etnològic  | 1844              | Alfafar C. Sant Gaietà, 4                       | 39° 25′ 18″ N, 0° 23′ 23″ O / 39.421719°N,0.389669°O | 46.16.022-E1  | Retaule ceràmic de Sant Josep i Sant Vicent Ferrer (Alfafar) · Vegeu més fotos d'aquest monument · Carregueu una nova foto d'aquest monument |
| Nau industrial de l'avinguda Gómez Ferrer, 69                    | BIE            | XX (1940-1950)    | Alfafar Av. Gómez Ferrer, 69 - c. Magallanes, 1 | 39° 25′ 35″ N, 0° 23′ 35″ O / 39.426291°N,0.392919°O | 46.16.022-E2  | Nau industrial de l'avinguda Gómez Ferrer, 69 (Alfafar) · Vegeu més fotos d'aquest monument · Carregueu una nova foto d'aquest monument      |
| Nau industrial de l'avinguda Gómez Ferrer, 63                    | BIE            | XX (1940-1950)    | Alfafar Av. Gómez Ferrer, 63 - c. Magallanes, 7 | 39° 25′ 34″ N, 0° 23′ 33″ O / 39.426228°N,0.392503°O | 46.16.022-E3  | Nau industrial de l'avinguda Gómez Ferrer, 63 (Alfafar) · Vegeu més fotos d'aquest monument · Carregueu una nova foto d'aquest monument      |
| Nau industrial de l'avinguda Gómez Ferrer, 61                    | BIE            | XX (1940-1950)    | Alfafar Av. Gómez Ferrer, 61 - c. Magallanes, 4 | 39° 25′ 34″ N, 0° 23′ 33″ O / 39.426207°N,0.392365°O | 46.16.022-E4  | Nau industrial de l'avinguda Gómez Ferrer, 61 (Alfafar) · Vegeu més fotos d'aquest monument · Carregueu una nova foto d'aquest monument      |
| Nau industrial de l'avinguda Gómez Ferrer, 65                    | BIE            | XX (1940-1950)    | Alfafar Av. Gómez Ferrer, 65 - c. Magallanes, 5 | 39° 25′ 34″ N, 0° 23′ 33″ O / 39.426239°N,0.392607°O | 46.16.022-E5  | Nau industrial de l'avinguda Gómez Ferrer, 65 (Alfafar) · Vegeu més fotos d'aquest monument · Carregueu una nova foto d'aquest monument      |
| Nau industrial de l'avinguda Gómez Ferrer, 67                    | BIE            | XX (1940-1950)    | Alfafar Av. Gómez Ferrer, 67 - c. Magallanes, 3 | 39° 25′ 35″ N, 0° 23′ 34″ O / 39.426261°N,0.392769°O | 46.16.022-E6  | Nau industrial de l'avinguda Gómez Ferrer, 67 (Alfafar) · Vegeu més fotos d'aquest monument · Carregueu una nova foto d'aquest monument      |
| Nau industrial de l'avinguda Gómez Ferrer, 37                    | BIE            |                   | Alfafar Av. Gómez Ferrer, 37                    | 39° 25′ 32″ N, 0° 23′ 22″ O / 39.425673°N,0.389457°O | 46.16.022-E7  | Nau industrial de l'avinguda Gómez Ferrer, 37 (Alfafar) · Vegeu més fotos d'aquest monument · Carregueu una nova foto d'aquest monument      |
| Seu antiga del Sindicat Arrosser, Biblioteca Municipal d'Alfafar | BIE            | 1928              | Alfafar C. San Cayetano, 2                      | 39° 25′ 19″ N, 0° 23′ 23″ O / 39.42183°N,0.389647°O  | 46.16.022-E8  | Seu antiga del Sindicat Arrosser (Alfafar) · Vegeu més fotos d'aquest monument · Carregueu una nova foto d'aquest monument                   |
| Cementeri Municipal                                              | BIE            | 1927              | Alfafar                                         | 39° 24′ 51″ N, 0° 23′ 26″ O / 39.414212°N,0.39057°O  | 46.16.022-E9  | Cementeri Municipal (Alfafar) · Vegeu més fotos d'aquest monument · Carregueu una nova foto d'aquest monument                                |
| Nau industrial del carrer Pizarro, 9                             | BIE            | XX (1930-1940)    | Alfafar C. Pizarro, 9 - c. Castell d'Olite, 8   | 39° 25′ 32″ N, 0° 23′ 36″ O / 39.4255°N,0.39339°O    | 46.16.022-E10 | Nau industrial del carrer Pizarro, 9 (Alfafar) · Vegeu més fotos d'aquest monument · Carregueu una nova foto d'aquest monument               |
| Nau industrial del carrer Pizarro, 15                            | BIE            | XX (1930-1940)    | Alfafar C. Pizarro, 15                          | 39° 25′ 33″ N, 0° 23′ 36″ O / 39.42575°N,0.393276°O  | 46.16.022-E11 | Nau industrial del carrer Pizarro, 15 (Alfafar) · Vegeu més fotos d'aquest monument · Carregueu una nova foto d'aquest monument              |
| Nau industrial del carrer Pizarro, 11                            | BIE            | XX (1930-1940)    | Alfafar C. Pizarro, 11 - c. Castell d'Olite, 10 | 39° 25′ 32″ N, 0° 23′ 36″ O / 39.425589°N,0.393352°O | 46.16.022-E12 | Nau industrial del carrer Pizarro, 11 (Alfafar) · Vegeu més fotos d'aquest monument · Carregueu una nova foto d'aquest monument              |
| Casino Vell, Centre Cultural i Recreatiu                         | BIE            | 1930-1940         | Alfafar C. Isaac Peral, 38                      | 39° 25′ 20″ N, 0° 23′ 26″ O / 39.422138°N,0.39053°O  | 46.16.022-E13 | Casino Vell (Alfafar) · Vegeu més fotos d'aquest monument · Carregueu una nova foto d'aquest monument                                        |
| Font Commemorativa del Primer Enllumenament Públic               | BIE            | 1912              | Alfafar Pl. País Valencià                       | 39° 25′ 21″ N, 0° 23′ 25″ O / 39.422559°N,0.390398°O | 46.16.022-E14 | Font Commemorativa del Primer Enllumenament Públic (Alfafar) · Vegeu més fotos d'aquest monument · Carregueu una nova foto d'aquest monument |
| Fumeral del rajolar de Bautista Company Tarazona                 | BRL etnològics | principi del s.XX | Alfafar C. Sant Jordi - c. Doctor Fleming       | 39° 25′ 36″ N, 0° 23′ 43″ O / 39.42675°N,0.395167°O  | 46.16.022-E15 | Fumeral del rajolar de Bautista Company Tarazona (Alfafar) · Vegeu més fotos d'aquest monument · Carregueu una nova foto d'aquest monument   |
| Batedora de Pasiego                                              | BIE            | XX                | Alfafar                                         | 39° 25′ 16″ N, 0° 21′ 09″ O / 39.4211°N,0.3525°O     | 46.16.022-E16 | Batedora de Pasiego (Alfafar) · Vegeu més fotos d'aquest monument · Carregueu una nova foto d'aquest monument                                |
| Mercat Municipal                                                 | BIE            | 1952              | Alfafar C. San Sebastián, 37                    | 39° 25′ 21″ N, 0° 23′ 22″ O / 39.422572°N,0.389364°O | 46.16.022-E17 | Mercat Municipal (Alfafar) · Vegeu més fotos d'aquest monument · Carregueu una nova foto d'aquest monument                                   |
| Batedora de Caguetes                                             | BIE            | XX                | Alfafar Tremolar                                | 39° 25′ 05″ N, 0° 21′ 12″ O / 39.41814°N,0.35347°O   | 46.16.022-E18 | Batedora de Caguetes (Alfafar) · Vegeu més fotos d'aquest monument · Carregueu una nova foto d'aquest monument                               |
| Alqueria Nova                                                    | BIE            |                   | Alfafar La Mànega                               | 39° 24′ 46″ N, 0° 23′ 06″ O / 39.41290°N,0.38494°O   | 46.16.022-E19 | Alqueria Nova (Alfafar) · Vegeu més fotos d'aquest monument · Carregueu una nova foto d'aquest monument                                      |

## Benetússer
| Monument                                         | Prot.? | Estil/època    | Localització                        | Coordenades                                          | Codi?         | Imatge |
| ------------------------------------------------ | ------ | -------------- | ----------------------------------- | ---------------------------------------------------- | ------------- | --- |
| Església parroquial de la Mare de Déu del Socors | BRL    |                | Benetússer                          | 39° 25′ 24″ N, 0° 24′ 04″ O / 39.423319°N,0.401197°O | 46.16.054-001 | Església parroquial de la Mare de Déu del Socors (Benetússer) · Vegeu més fotos d'aquest monument · Carregueu una nova foto d'aquest monument |
| Cementeri Municipal                              | BIE    |                | Benetússer Av. de Paiporta          | 39° 25′ 33″ N, 0° 24′ 06″ O / 39.425971°N,0.401573°O | 46.16.054-E2  | Cementeri Municipal (Benetússer) · Carregueu una nova foto d'aquest monument                                                                  |
| Fàbrica de taulers La Xapa                       | BIE    | 1925           | Benetússer C. Major, 11-15          |                                                      | 46.16.054-E3  | Fàbrica de taulers La Xapa (Benetússer) · Carregueu una nova foto d'aquest monument                                                           |
| Fàbrica d'oli Alamar                             | BIE    | XX (1926)      | Benetússer C. García Lorca, 22      | 39° 25′ 18″ N, 0° 23′ 36″ O / 39.42156°N,0.39327°O   | 46.16.054-E4  | Fàbrica d'oli Alamar (Benetússer) · Carregueu una nova foto d'aquest monument                                                                 |
| Fàbrica de mobles del carrer Moll de l'Estació   | BIE    | XX (1930)      | Benetússer C. Moll de l'Estació, 17 | 39° 25′ 14″ N, 0° 23′ 37″ O / 39.420594°N,0.39355°O  | 46.16.054-E5  | Fàbrica de mobles del carrer Moll de l'Estació (Benetússer) · Carregueu una nova foto d'aquest monument                                       |
| Fàbrica de mobles Sanchis                        | BIE    | XX (1910-1920) | Benetússer Moll de l'Estació, 14    | 39° 25′ 15″ N, 0° 23′ 36″ O / 39.420939°N,0.39327°O  | 46.16.054-E6  | Fàbrica de mobles Sanchis (Benetússer) · Carregueu una nova foto d'aquest monument                                                            |
| Molí-Fàbrica Arrossera de Sant Josep             | BIE    | 1921           | Benetússer C. Constitució, 21       | 39° 25′ 21″ N, 0° 23′ 40″ O / 39.422575°N,0.394335°O | 46.16.054-E7  | Molí-Fàbrica Arrossera de Sant Josep (Benetússer) · Vegeu més fotos d'aquest monument · Carregueu una nova foto d'aquest monument             |

## Beniparrell
| Monument                             | Prot.? | Estil/època            | Localització                            | Coordenades                                            | Codi?         | Imatge |
| ------------------------------------ | ------ | ---------------------- | --------------------------------------- | ------------------------------------------------------ | ------------- | --- |
| Església parroquial de Santa Bàrbara | BRL    |                        | Beniparrell                             | 39° 22′ 55″ N, 0° 24′ 39″ O / 39.381838°N,0.410812°O   | 46.16.065-001 | Església parroquial de Santa Bàrbara (Beniparrell) · Vegeu més fotos d'aquest monument · Carregueu una nova foto d'aquest monument |
| Antic convent dels Carmelites        | BRL    | Neoclassicisme S.XVIII | Beniparrell Pl. Barón de Beniparell     | 39° 22′ 55″ N, 0° 24′ 40″ O / 39.381861°N,0.411106°O   | 46.16.065-002 | Carregueu una nova foto d'aquest monument                                                                                          |
| Motor Casa Reynal                    | BIE    | XX (1930)              | Beniparrell Camí del Polió              | 39° 22′ 47″ N, 0° 25′ 25″ O / 39.379707°N,0.423698°O   | 46.16.065-E1  | Carregueu una nova foto d'aquest monument                                                                                          |
| Motor del Marqués                    | BIE    | XX (1930)              | Beniparrell Camí del Polió              | 39° 22′ 54″ N, 0° 24′ 59″ O / 39.3816847°N,0.4164759°O | 46.16.065-E2  | Motor del Marqués (Beniparrell) · Vegeu més fotos d'aquest monument · Carregueu una nova foto d'aquest monument                    |
| Cases Reynal                         | BIE    |                        | Beniparrell                             |                                                        | 46.16.065-E3  | Carregueu una nova foto d'aquest monument                                                                                          |
| Motor de la Font de Mariano          | BIE    | XX                     | Beniparrell                             |                                                        | 46.16.065-E4  | Carregueu una nova foto d'aquest monument                                                                                          |
| Motor de Santa Bàrbara               | BIE    | XX                     | Beniparrell Camí Vell d'Albal           |                                                        | 46.16.065-E5  | Carregueu una nova foto d'aquest monument                                                                                          |
| Fumeral                              | BIE    | 1954                   | Beniparrell Av. de Llevant, 18          | 39° 22′ 53″ N, 0° 24′ 39″ O / 39.381483°N,0.410759°O   | 46.16.065-E6  | Carregueu una nova foto d'aquest monument                                                                                          |
| Barraca                              | BIE    | XX                     | Beniparrell Camí de la Mota del Barranc |                                                        | 46.16.065-E8  | Carregueu una nova foto d'aquest monument                                                                                          |
| Alqueria i hort de Chambero          | BIE    | XIX                    | Beniparrell Camí Polio                  | 39° 22′ 57″ N, 0° 25′ 34″ O / 39.38239°N,0.42603°O     | 46.16.065-E9  | Carregueu una nova foto d'aquest monument                                                                                          |

## Catarroja
Vegeu la llista de monuments de Catarroja.

## Llocnou de la Corona
| Monument                                        | Prot.? | Estil/època | Localització         | Coordenades                                          | Codi?         | Imatge |
| ----------------------------------------------- | ------ | ----------- | -------------------- | ---------------------------------------------------- | ------------- | --- |
| Església parroquial de la Mare de Déu del Roser | BRL    |             | Llocnou de la Corona | 39° 25′ 13″ N, 0° 22′ 56″ O / 39.420324°N,0.382085°O | 46.16.152-001 | Església parroquial de la Mare de Déu del Roser (Llocnou de la Corona) · Vegeu més fotos d'aquest monument · Carregueu una nova foto d'aquest monument |

## Manises
| Monument                                                         | Prot.? | Estil/època           | Localització                                                                                                | Coordenades                                            | Codi?         | Imatge |
| ---------------------------------------------------------------- | ------ | --------------------- | --- | ------------------------------------------------------ | ------------- | --- |
| Aqüeducte dels Arquets                                           | BIC    | XIII, XIX-XX          | Manises Barranc del Salt de l'Aigua, partida dels Arquets                                                   | 39° 29′ 15″ N, 0° 27′ 22″ O / 39.487435°N,0.456214°O   | RI-51-0011232 | Aqüeducte dels Arquets (Manises) · Vegeu més fotos d'aquest monument · Carregueu una nova foto d'aquest monument                    |
| Església parroquial de Sant Joan Baptista                        | BRL    | S.XVIII               | Manises Pl. de l'Església                                                                                   | 39° 29′ 30″ N, 0° 27′ 25″ O / 39.491579°N,0.456927°O   | 46.14.159-001 | Església parroquial de Sant Joan Baptista (Manises) · Vegeu més fotos d'aquest monument · Carregueu una nova foto d'aquest monument |
| Convent de clausura de Monges Carmelites, actual Casa de Cultura | BRL    | S.XX (1926-27)        | Manises C. Major, 91                                                                                        | 39° 29′ 34″ N, 0° 27′ 39″ O / 39.492737°N,0.460826°O   | 46.14.159-004 | Convent de clausura de Monges Carmelites (Manises) · Vegeu més fotos d'aquest monument · Carregueu una nova foto d'aquest monument  |
| Assut, almenara i gola de Quart                                  | BIE    | XVII, XX              | Manises Riu Túria, a 3,5 km de Manises i a uns 500 m aigües avall de l'assut de la Reial Séquia de Montcada | 39° 30′ 47″ N, 0° 30′ 06″ O / 39.512942°N,0.501545°O   | 46.14.159-E1  | Assut, almenara i gola de Quart (Manises) · Vegeu més fotos d'aquest monument · Carregueu una nova foto d'aquest monument           |
| Molí de Daroqui, Central Hidroelèctrica Volta                    | BIE    | XX (1905)             | Manises Riu Túria, sobre el caixer principal de la séquia de Quart-Benàger-Faitanar                         | 39° 30′ 01″ N, 0° 28′ 11″ O / 39.500176°N,0.46971°O    | 46.14.159-E2  | Carregueu una nova foto d'aquest monument                                                                                           |
| Assut, gola i almenara de Mislata                                | BIE    | XVII-XVIII, XX        | Manises Riu Túria, entre l'assut de Tormos i el de Mestalla                                                 | 39° 29′ 55″ N, 0° 27′ 34″ O / 39.498513°N,0.459537°O   | 46.14.159-E4  | Carregueu una nova foto d'aquest monument                                                                                           |
| Cementeri parroquial                                             | BIE    | XX (1913)             | Manises Els Arquets                                                                                         | 39° 29′ 10″ N, 0° 27′ 45″ O / 39.486231°N,0.462624°O   | 46.14.159-E7  | Carregueu una nova foto d'aquest monument                                                                                           |
| Pont Vell del FC València-Llíria                                 | BIE    | XIX (1889)            | Manises Barranc del Salt de l'Aigua, els Arquets                                                            | 39° 29′ 15″ N, 0° 27′ 17″ O / 39.487373°N,0.454738°O   | 46.14.159-E8  | Carregueu una nova foto d'aquest monument                                                                                           |
| Transformador de llum del carrer València                        | BIE    |                       | Manises C. València                                                                                         | 39° 29′ 12″ N, 0° 27′ 02″ O / 39.486712°N,0.450503°O   | 46.14.159-E11 | Carregueu una nova foto d'aquest monument                                                                                           |
| Transformador de llum del carrer Aldaia                          | BIE    |                       | Manises C. Aldaia                                                                                           | 39° 29′ 16″ N, 0° 27′ 34″ O / 39.487676°N,0.459548°O   | 46.14.159-E12 | Carregueu una nova foto d'aquest monument                                                                                           |
| Els Filtros, dipòsits d'aigua                                    | BIE    |                       | Manises | 39° 29′ 20″ N, 0° 27′ 23″ O / 39.48884°N,0.456355°O    | 46.14.159-E14 | Carregueu una nova foto d'aquest monument                                                                                           |
| Bàscula                                                          | BIE    |                       | Manises C. Murillo                                                                                          | 39° 29′ 24″ N, 0° 27′ 34″ O / 39.489934°N,0.459396°O   | 46.14.159-E15 | Carregueu una nova foto d'aquest monument                                                                                           |
| Fàbrica Artesaval                                                | BIE    | XIX (1900)            | Manises El Barranquet, barri d'Obradors                                                                     | 39° 29′ 20″ N, 0° 27′ 09″ O / 39.488865°N,0.452552°O   | 46.14.159-E16 | Carregueu una nova foto d'aquest monument                                                                                           |
| Estació Vella del FC València-Llíria                             | BIE    | XIX (1840), XX (1974) | Manises Ràfol                                                                                               | 39° 29′ 23″ N, 0° 27′ 33″ O / 39.4895897°N,0.4590654°O | 46.14.159-E17 | Estació Vella del FC València-Llíria (Manises) · Vegeu més fotos d'aquest monument · Carregueu una nova foto d'aquest monument      |
| Fàbrica Majólicas Francisco Valldecabres                         | BIE    | XX (1915)             | Manises Ràfol                                                                                               | 39° 29′ 25″ N, 0° 27′ 34″ O / 39.490278°N,0.4595°O     | 46.14.159-E18 | Fàbrica Majólicas Francisco Valldecabres (Manises) · Vegeu més fotos d'aquest monument · Carregueu una nova foto d'aquest monument  |
| Pont de Manises                                                  | BIE    | XIX (1880)            | Manises El Barranquet                                                                                       | 39° 29′ 17″ N, 0° 27′ 06″ O / 39.488189°N,0.451716°O   | 46.14.159-E19 | Carregueu una nova foto d'aquest monument                                                                                           |
| Pont del Cementeri                                               | BIE    | XX (1950)             | Manises Els Arquets                                                                                         | 39° 29′ 13″ N, 0° 27′ 46″ O / 39.487006°N,0.4627°O     | 46.14.159-E20 | Carregueu una nova foto d'aquest monument                                                                                           |
| Escola de Ceràmica                                               | BIE    |                       | Manises | 39° 29′ 23″ N, 0° 27′ 29″ O / 39.489694°N,0.45794°O    | 46.14.159-E21 | Carregueu una nova foto d'aquest monument                                                                                           |
| Mas de la Cova                                                   | BIE    | XVII, XX (1922)       | Manises | 39° 30′ 07″ N, 0° 29′ 07″ O / 39.502082°N,0.485293°O   | 46.14.159-E22 | Carregueu una nova foto d'aquest monument                                                                                           |
| Masia de San Juan                                                | BIE    | XIX (1890)            | Manises La Cova                                                                                             | 39° 30′ 24″ N, 0° 29′ 12″ O / 39.506777°N,0.486589°O   | 46.14.159-E23 | Carregueu una nova foto d'aquest monument                                                                                           |
| Mas d'Espinós o de San Rafael de la Cova                         | BIE    | XIX (1900)            | Manises La Cova                                                                                             | 39° 30′ 00″ N, 0° 29′ 00″ O / 39.500039°N,0.483274°O   | 46.14.159-E24 | Carregueu una nova foto d'aquest monument                                                                                           |
| Mas del Coronel o del Pinar                                      | BIE    |                       | Manises Les Simetes                                                                                         | 39° 30′ 23″ N, 0° 29′ 54″ O / 39.506364°N,0.49835°O    | 46.14.159-E25 | Carregueu una nova foto d'aquest monument                                                                                           |
| Les Casetes o Las 4 Plumas                                       | BIE    |                       | Manises Camí de la Cova, les Simetes                                                                        | 39° 30′ 24″ N, 0° 29′ 23″ O / 39.506631°N,0.489839°O   | 46.14.159-E26 | Carregueu una nova foto d'aquest monument                                                                                           |
| Empresa Nacional Elcano                                          | BIE    | XX (1940)             | Manises Sant Onofre                                                                                         | 39° 29′ 04″ N, 0° 27′ 24″ O / 39.484524°N,0.456733°O   | 46.14.159-E27 | Empresa Nacional Elcano (Manises) · Vegeu més fotos d'aquest monument · Carregueu una nova foto d'aquest monument                   |
| Aljub                                                            | BIE    |                       | Manises La Pinaeta                                                                                          | 39° 29′ 22″ N, 0° 29′ 51″ O / 39.489326°N,0.497415°O   | 46.14.159-E28 | Carregueu una nova foto d'aquest monument                                                                                           |
| Bassa                                                            | BIE    |                       | Manises La Pinaeta                                                                                          | 39° 29′ 24″ N, 0° 30′ 02″ O / 39.4899°N,0.500626°O     | 46.14.159-E29 | Carregueu una nova foto d'aquest monument                                                                                           |
| Motor de l'Hort de Margarita                                     | BIE    | XX (1905)             | Manises La Pinaeta                                                                                          | 39° 29′ 25″ N, 0° 29′ 51″ O / 39.490375°N,0.49761°O    | 46.14.159-E30 | Carregueu una nova foto d'aquest monument                                                                                           |

## Massanassa
| Monument                                     | Prot.? | Estil/època | Localització                      | Coordenades                                          | Codi?         | Imatge |
| -------------------------------------------- | ------ | ----------- | --------------------------------- | ---------------------------------------------------- | ------------- | --- |
| Església parroquial de Sant Pere Apòstol     | BRL    |             | Massanassa                        | 39° 24′ 34″ N, 0° 23′ 48″ O / 39.409391°N,0.396640°O | 46.16.165-001 | Església parroquial de Sant Pere (Massanassa) · Vegeu més fotos d'aquest monument · Carregueu una nova foto d'aquest monument             |
| Cementeri Municipal                          | BIE    | XX          | Massanassa Camí dels Furs         | 39° 24′ 34″ N, 0° 23′ 13″ O / 39.409346°N,0.386931°O | 46.16.165-E1  | Carregueu una nova foto d'aquest monument                                                                                                 |
| Dipòsits i font                              | BIE    | 1928        | Massanassa C. Doctor Gil López    | 39° 24′ 40″ N, 0° 23′ 54″ O / 39.411181°N,0.398464°O | 46.16.165-E3  | Dipòsits i font (Massanassa) · Vegeu més fotos d'aquest monument · Carregueu una nova foto d'aquest monument                              |
| Estació de Renfe                             | BIE    | 1940        | Massanassa                        | 39° 24′ 33″ N, 0° 23′ 43″ O / 39.4092°N,0.395319°O   | 46.16.165-E4  | Estació de Renfe (Massanassa) · Vegeu més fotos d'aquest monument · Carregueu una nova foto d'aquest monument                             |
| Motor de Sant Agustí                         | BIE    | XX (1925)   | Massanassa Enderrocat             | 39° 24′ 36″ N, 0° 23′ 40″ O / 39.409883°N,0.394413°O | 46.16.165-E5  | Carregueu una nova foto d'aquest monument                                                                                                 |
| Motor de Font Cabilda                        | BIE    | 1940-1950   | Massanassa C. Font Cabilda        | 39° 24′ 49″ N, 0° 23′ 41″ O / 39.413563°N,0.394601°O | 46.16.165-E6  | Motor de Font Cabilda (Massanassa) · Vegeu més fotos d'aquest monument · Carregueu una nova foto d'aquest monument                        |
| Fàbrica de Licors Anisats d'en Jenaro Quiles | BIE    | 1920-1930   | Massanassa Av. Blasco Ibáñez, 84  | 39° 24′ 44″ N, 0° 23′ 59″ O / 39.412136°N,0.399683°O | 46.16.165-E7  | Fàbrica de Licors Anisats d'en Jenaro Quiles (Massanassa) · Vegeu més fotos d'aquest monument · Carregueu una nova foto d'aquest monument |
| Molí Arrosser Herederos de Hnos. Vázquez     | BIE    | XIX         | Massanassa C. Teodoro Llorente, 2 | 39° 24′ 37″ N, 0° 23′ 52″ O / 39.410149°N,0.397818°O | 46.16.165-E8  | Molí Arrosser Herederos de Hnos. Vázquez (Massanassa) · Vegeu més fotos d'aquest monument · Carregueu una nova foto d'aquest monument     |

## Mislata
| Monument                                          | Prot.? | Estil/època | Localització | Coordenades                                          | Codi?         | Imatge |
| ------------------------------------------------- | ------ | ----------- | ------------ | ---------------------------------------------------- | ------------- | --- |
| Església parroquial de la Mare de Déu dels Àngels | BRL    |             | Mislata      | 39° 28′ 30″ N, 0° 25′ 02″ O / 39.475105°N,0.417353°O | 46.14.169-001 | Església parroquial de la Mare de Déu dels Àngels (Mislata) · Vegeu més fotos d'aquest monument · Carregueu una nova foto d'aquest monument |
| Església del Sagrat Cor                           | BRL    |             | Mislata      | 39° 28′ 33″ N, 0° 25′ 00″ O / 39.475732°N,0.416708°O | 46.14.169-003 | Església del Sagrat Cor (Mislata) · Vegeu més fotos d'aquest monument · Carregueu una nova foto d'aquest monument                           |
| Cementeri municipal                               | BIE    |             | Mislata      | 39° 28′ 26″ N, 0° 25′ 47″ O / 39.47391°N,0.42968°O   | 46.14.169-E1  | Cementeri municipal (Mislata) · Vegeu més fotos d'aquest monument · Carregueu una nova foto d'aquest monument                               |

## Paiporta
| Monument                          | Prot.? | Estil/època | Localització                             | Coordenades                                          | Codi?         | Imatge |
| --------------------------------- | ------ | ----------- | ---------------------------------------- | ---------------------------------------------------- | ------------- | --- |
| Església parroquial de Sant Jordi | BRL    |             | Paiporta                                 | 39° 25′ 51″ N, 0° 25′ 03″ O / 39.430877°N,0.417465°O | 46.16.186-001 | Església parroquial de Sant Jordi (Paiporta) · Vegeu més fotos d'aquest monument · Carregueu una nova foto d'aquest monument |
| Estació del Trenet                | BIE    | XIX (1893)  | Paiporta Av. Francesc Ciscar             | 39° 25′ 56″ N, 0° 25′ 06″ O / 39.432108°N,0.418225°O | 46.16.186-E1  | Estació del Trenet (Paiporta) · Vegeu més fotos d'aquest monument · Carregueu una nova foto d'aquest monument                |
| Cementeri Municipal Nou           | BIE    | XX (1927)   | Paiporta Salt del Llop                   | 39° 24′ 53″ N, 0° 25′ 01″ O / 39.414802°N,0.416994°O | 46.16.186-E2  | Cementeri Municipal Nou (Paiporta) · Vegeu més fotos d'aquest monument · Carregueu una nova foto d'aquest monument           |
| Motor d'Estela                    | BIE    | XX (1910)   | Paiporta Ctra. a Albal, el Pedregal      | 39° 25′ 11″ N, 0° 25′ 09″ O / 39.41983°N,0.41925°O   | 46.16.186-E3  | Motor d'Estela (Paiporta) · Vegeu més fotos d'aquest monument · Carregueu una nova foto d'aquest monument                    |
| Rajolar de Bauset, Paiporta       | BIE    | XX (1921)   | Paiporta C. Enrique Reig                 | 39° 25′ 27″ N, 0° 25′ 03″ O / 39.424193°N,0.417598°O | 46.16.186-E4  | Rajolar de Bauset (Paiporta) · Vegeu més fotos d'aquest monument · Carregueu una nova foto d'aquest monument                 |
| Pou de Sant Bernat                | BIE    | XX (1925)   | Paiporta Ctra. a Catarroja               | 39° 26′ 02″ N, 0° 25′ 12″ O / 39.433922°N,0.420005°O | 46.16.186-E5  | Pou de Sant Bernat (Paiporta) · Vegeu més fotos d'aquest monument · Carregueu una nova foto d'aquest monument                |
| Dipòsit d'aigua potable           | BIE    | XX (1940)   | Paiporta C. Palleter - c. Poeta Llorente | 39° 25′ 28″ N, 0° 25′ 12″ O / 39.424365°N,0.420044°O | 46.16.186-E6  | Dipòsit d'aigua potable (Paiporta) · Vegeu més fotos d'aquest monument · Carregueu una nova foto d'aquest monument           |
| Pou de Sant Roc                   | BIE    | XX (1913)   | Paiporta Ctra. a Catarroja (enderrocat)  | 39° 26′ 06″ N, 0° 25′ 12″ O / 39.435122°N,0.420077°O | 46.16.186-E7  | Carregueu una nova foto d'aquest monument                                                                                    |
| Cementeri Municipal Vell          | BIE    | XX (1914)   | Paiporta Ctra. a Catarroja               | 39° 26′ 05″ N, 0° 25′ 14″ O / 39.43483°N,0.42067°O   | 46.16.186-E8  | Cementeri Municipal Vell (Paiporta) · Vegeu més fotos d'aquest monument · Carregueu una nova foto d'aquest monument          |
| Pont sobre el barranc de Xiva     | BIE    | 1930        | Paiporta                                 | 39° 25′ 45″ N, 0° 25′ 06″ O / 39.42917°N,0.41843°O   | 46.16.186-E9  | Pont sobre el barranc de Xiva (Paiporta) · Vegeu més fotos d'aquest monument · Carregueu una nova foto d'aquest monument     |
| Motor de Sant Francesc            | BIE    | XX (1917)   | Paiporta Ctra. a València                | 39° 25′ 38″ N, 0° 24′ 46″ O / 39.427291°N,0.412653°O | 46.16.186-E10 | Motor de Sant Francesc (Paiporta) · Vegeu més fotos d'aquest monument · Carregueu una nova foto d'aquest monument            |

## Picanya
| Monument                                            | Prot.? | Estil/època | Localització                           | Coordenades                                          | Codi?         | Imatge |
| --------------------------------------------------- | ------ | ----------- | -------------------------------------- | ---------------------------------------------------- | ------------- | --- |
| Església parroquial de la Mare de Déu de Montserrat | BRL    |             | Picanya                                | 39° 26′ 09″ N, 0° 26′ 05″ O / 39.435902°N,0.434655°O | 46.14.193-001 | Església parroquial de la Mare de Déu de Montserrat (Picanya) · Vegeu més fotos d'aquest monument · Carregueu una nova foto d'aquest monument |
| Dipòsit d'aigua potable                             | BIE    | 1929        | Picanya C. Verge de Montserrat, 11     | 39° 26′ 07″ N, 0° 26′ 16″ O / 39.435291°N,0.437892°O | 46.14.193-E1  | Dipòsit d'aigua potable (Picanya) · Vegeu més fotos d'aquest monument · Carregueu una nova foto d'aquest monument                             |
| Pont Vell                                           | BIE    | XX (1923)   | Picanya El Malpàs                      | 39° 26′ 12″ N, 0° 26′ 02″ O / 39.436638°N,0.434009°O | 46.14.193-E2  | Pont Vell (Picanya) · Vegeu més fotos d'aquest monument · Carregueu una nova foto d'aquest monument                                           |
| Transformador de llum                               | BIE    | 1930        | Picanya Av. Ricardo Capella            | 39° 26′ 12″ N, 0° 26′ 10″ O / 39.436782°N,0.436049°O | 46.14.193-E3  | Transformador de llum (Picanya) · Carregueu una nova foto d'aquest monument                                                                   |
| Motor de Sant Jordi                                 | BIE    | XX (1912)   | Picanya Camí de la Nòria, el Safranar  | 39° 25′ 51″ N, 0° 26′ 26″ O / 39.43075°N,0.4405°O    | 46.14.193-E4  | Carregueu una nova foto d'aquest monument |
| Motor de Valero                                     | BIE    | XIX (1896)  | Picanya Turmonet                       | 39° 26′ 18″ N, 0° 26′ 13″ O / 39.438258°N,0.436819°O | 46.14.193-E5  | Motor de Valero (Picanya) · Vegeu més fotos d'aquest monument · Carregueu una nova foto d'aquest monument                                     |
| Motor de Giner                                      | BIE    | XIX (1880)  | Picanya C. Sanchis Guarner, les Palmes | 39° 26′ 06″ N, 0° 25′ 56″ O / 39.435136°N,0.432101°O | 46.14.193-E6  | Motor de Giner (Picanya) · Vegeu més fotos d'aquest monument · Carregueu una nova foto d'aquest monument                                      |
| Estació del Trenet                                  | BIE    | 1893        | Picanya Av. Jaume I                    | 39° 25′ 59″ N, 0° 26′ 12″ O / 39.4331°N,0.436579°O   | 46.14.193-E7  | Estació del Trenet (Picanya) · Vegeu més fotos d'aquest monument · Carregueu una nova foto d'aquest monument                                  |
| Motor de la Sang                                    | BIE    | XX (1916)   | Picanya El Realenc                     | 39° 26′ 47″ N, 0° 26′ 45″ O / 39.446351°N,0.445957°O | 46.14.193-E8  | Motor de la Sang (Picanya) · Carregueu una nova foto d'aquest monument                                                                        |
| Séquia de Faitanar                                  | BIE    | Islàmic     | Picanya                                | 39° 26′ 47″ N, 0° 25′ 42″ O / 39.446461°N,0.428454°O | 46.14.193-E9  | Carregueu una nova foto d'aquest monument |
| Motor de Sant Agustí                                | BIE    | XX (1940)   | Picanya                                | 39° 25′ 48″ N, 0° 25′ 51″ O / 39.43°N,0.43072°O      | 46.14.193-E10 | Carregueu una nova foto d'aquest monument |

## Picassent
Vegeu la llista de monuments de Picassent.

## Quart de Poblet
Vegeu la llista de monuments de Quart de Poblet.

## Sedaví
| Monument                                        | Prot.? | Estil/època | Localització                                        | Coordenades                                          | Codi?         | Imatge |
| ----------------------------------------------- | ------ | ----------- | --------------------------------------------------- | ---------------------------------------------------- | ------------- | --- |
| Església parroquial de la Mare de Déu del Roser | BRL    |             | Sedaví                                              | 39° 25′ 30″ N, 0° 23′ 08″ O / 39.425080°N,0.385616°O | 46.16.223-001 | Església parroquial de la Mare de Déu del Roser (Sedaví) · Vegeu més fotos d'aquest monument · Carregueu una nova foto d'aquest monument |
| Nucli històric tradicional                      | BRL    |             | Sedaví                                              | 39° 25′ 33″ N, 0° 23′ 06″ O / 39.425859°N,0.385026°O | 46.16.223-002 | Nucli històric tradicional (Sedaví) · Carregueu una nova foto d'aquest monument                                                          |
| Nau industrial del carrer Vicente Blasco Ibáñez | BIE    | 1920-1930   | Sedaví C. Vicente Blasco Ibáñez, 19 (enderrocat)    | 39° 25′ 35″ N, 0° 23′ 15″ O / 39.426375°N,0.387433°O | 46.16.223-E1  | Nau industrial del carrer Vicente Blasco Ibáñez (Sedaví) · Carregueu una nova foto d'aquest monument                                     |
| Naus de Mecanizados Ferga                       | BIE    | 1920-1930   | Sedaví C. Vicente Blasco Ibañez, 11-15 (enderrocat) | 39° 25′ 34″ N, 0° 23′ 15″ O / 39.426127°N,0.387628°O | 46.16.223-E2  | Carregueu una nova foto d'aquest monument                                                                                                |
| Nau industrial del carrer Gómez Ferrer          | BIE    |             | Sedaví C. Gómez Ferrer, 40 (enderrocat)             | 39° 25′ 32″ N, 0° 23′ 20″ O / 39.42568°N,0.388969°O  | 46.16.223-E3  | Nau industrial del carrer Gómez Ferrer (Sedaví) · Carregueu una nova foto d'aquest monument                                              |
| Font de la plaça d'en Jaume el Conqueridor      | BIE    | 1926        | Sedaví Pl. d'en Jaume el Conqueridor                | 39° 25′ 30″ N, 0° 23′ 10″ O / 39.425002°N,0.386067°O | 46.16.223-E4  | Font de la plaça d'en Jaume el Conqueridor (Sedaví) · Vegeu més fotos d'aquest monument · Carregueu una nova foto d'aquest monument      |

## Silla
| Monument                                          | Prot.? | Estil/època                 | Localització                                    | Coordenades                                          | Codi?         | Imatge |
| ------------------------------------------------- | ------ | --------------------------- | ----------------------------------------------- | ---------------------------------------------------- | ------------- | --- |
| Torre musulmana de l'Ajuntament                   | BIC    | Arquitectura islàmica S.XII | Silla Pl. Poble, 1, dins de l'Ajuntament        | 39° 21′ 45″ N, 0° 24′ 44″ O / 39.362455°N,0.412216°O | RI-51-0004662 | Torre musulmana de l'Ajuntament (Silla) · Vegeu més fotos d'aquest monument · Carregueu una nova foto d'aquest monument                   |
| Església parroquial de la Mare de Déu dels Àngels | BRL    |                             | Silla                                           | 39° 21′ 46″ N, 0° 24′ 44″ O / 39.362876°N,0.412264°O | 46.16.230-001 | Església parroquial de la Mare de Déu dels Àngels (Silla) · Vegeu més fotos d'aquest monument · Carregueu una nova foto d'aquest monument |
| Antiga Casa de Correus                            | BRL    |                             | Silla                                           | 39° 21′ 47″ N, 0° 24′ 44″ O / 39.362954°N,0.412121°O | 46.16.230-003 | Antiga Casa de Correus (Silla) · Vegeu més fotos d'aquest monument · Carregueu una nova foto d'aquest monument                            |
| Refugi de la Guerra Civil                         | BIE    |                             | Silla C. Maestro Ribera                         | 39° 21′ 35″ N, 0° 24′ 54″ O / 39.35961°N,0.41497°O   | 46.16.230-E1  | Carregueu una nova foto d'aquest monument                                                                                                 |
| Fesa del camí del Mas de l'Albudor 01             | BIE    | XIX                         | Silla Camí del Mas de l'Albudor                 | 39° 20′ 12″ N, 0° 25′ 42″ O / 39.336772°N,0.428246°O | 46.16.230-E2  | Carregueu una nova foto d'aquest monument                                                                                                 |
| Fesa del camí del Mas de l'Albudor 02             | BIE    | XVIII (1790)                | Silla Camí del Mas de l'Albudor                 | 39° 20′ 28″ N, 0° 25′ 19″ O / 39.341074°N,0.421951°O | 46.16.230-E3  | Carregueu una nova foto d'aquest monument                                                                                                 |
| Fesa del camí del Mas de l'Albudor 03             | BIE    | XVIII (1790)                | Silla Camí del Mas de l'Albudor                 | 39° 20′ 31″ N, 0° 25′ 17″ O / 39.341834°N,0.421296°O | 46.16.230-E4  | Carregueu una nova foto d'aquest monument                                                                                                 |
| Fesa del camí del Mas de l'Albudor 04             | BIE    | XVIII (1790)                | Silla Camí del Mas de l'Albudor                 | 39° 20′ 23″ N, 0° 25′ 21″ O / 39.339647°N,0.422595°O | 46.16.230-E5  | Carregueu una nova foto d'aquest monument                                                                                                 |
| Fesa de Silla                                     | BIE    | XIX                         | Silla Camí d'Alcàsser a Alginet                 | 39° 20′ 51″ N, 0° 25′ 48″ O / 39.347408°N,0.430107°O | 46.16.230-E6  | Carregueu una nova foto d'aquest monument                                                                                                 |
| Fesa de la séquia del Molí                        | BIE    | XVIII (1790)                | Silla Séquia del Molí                           | 39° 20′ 55″ N, 0° 25′ 09″ O / 39.348617°N,0.419202°O | 46.16.230-E7  | Carregueu una nova foto d'aquest monument                                                                                                 |
| Fesa del camí del Cementeri                       | BIE    | XVIII (1790)                | Silla Camí del Cementeri                        | 39° 20′ 36″ N, 0° 25′ 11″ O / 39.343222°N,0.41969°O  | 46.16.230-E8  | Carregueu una nova foto d'aquest monument                                                                                                 |
| Fesa del camí de la Venta                         | BIE    | XX (1950)                   | Silla Camí de la Venta Nova al Mas de l'Albudor | 39° 20′ 09″ N, 0° 25′ 42″ O / 39.335738°N,0.428353°O | 46.16.230-E9  | Carregueu una nova foto d'aquest monument                                                                                                 |
| Fesa de Plater                                    | BIE    | XX (1960)                   | Silla Camí d'Alcàsser al Molí de Forés          | 39° 21′ 07″ N, 0° 25′ 15″ O / 39.351986°N,0.420807°O | 46.16.230-E10 | Carregueu una nova foto d'aquest monument                                                                                                 |
| Cementeri Municipal                               | BIE    | XX (1914)                   | Silla Camí del Cementeri                        | 39° 20′ 40″ N, 0° 25′ 11″ O / 39.344347°N,0.419649°O | 46.16.230-E11 | Carregueu una nova foto d'aquest monument                                                                                                 |
| Quiosc del passeig de l'Albereda                  | BIE    |                             | Silla Pg. de l'Albereda                         | 39° 21′ 45″ N, 0° 24′ 53″ O / 39.362371°N,0.414645°O | 46.16.230-E12 | Carregueu una nova foto d'aquest monument                                                                                                 |
| Transformador de llum                             | BIE    | XX (1950)                   | Silla Ctra. N-332                               | 39° 21′ 36″ N, 0° 24′ 31″ O / 39.35996°N,0.40868°O   | 46.16.230-E13 | Carregueu una nova foto d'aquest monument                                                                                                 |
| Motor del Progrés o del Port                      | BIE    | XIX (1894)                  | Silla Camí del Port                             | 39° 21′ 41″ N, 0° 23′ 26″ O / 39.361465°N,0.390621°O | 46.16.230-E16 | Motor del Progrés (Silla) · Vegeu més fotos d'aquest monument · Carregueu una nova foto d'aquest monument                                 |
| Port de Silla                                     | BIE    | XVIII                       | Silla                                           | 39° 21′ 41″ N, 0° 23′ 25″ O / 39.361277°N,0.390268°O | 46.16.230-E17 | Port de Silla (Silla) · Vegeu més fotos d'aquest monument · Carregueu una nova foto d'aquest monument                                     |
| Molí de Ratat                                     | BIE    | XIX (1800-1830)             | Silla Senda del Cementeri                       | 39° 20′ 40″ N, 0° 25′ 04″ O / 39.344405°N,0.417779°O | 46.16.230-E18 | Molí de Ratat (Silla) · Modifica el valor a Wikidata · Carregueu una nova foto d'aquest monument                                          |
| Molí de Forés                                     | BIE    | XVIII-XIX (1790-1810)       | Silla Camí del Molí de Forés                    | 39° 20′ 55″ N, 0° 25′ 31″ O / 39.34861°N,0.425398°O  | 46.16.230-E19 | Molí de Forés (Silla) · Modifica el valor a Wikidata · Carregueu una nova foto d'aquest monument                                          |
| Fàbrica Anís Ríos                                 | BIE    | XIX                         | Silla Camí Reial                                | 39° 22′ 04″ N, 0° 25′ 04″ O / 39.367831°N,0.417902°O | 46.16.230-E20 | Fàbrica Anís Ríos (Silla) · Vegeu més fotos d'aquest monument · Carregueu una nova foto d'aquest monument                                 |
| Magatzem de Moret                                 | BIE    | XX (1910)                   | Silla Av. Espioca                               | 39° 22′ 06″ N, 0° 25′ 06″ O / 39.36828°N,0.418234°O  | 46.16.230-E21 | Magatzem de Moret (Silla) · Vegeu més fotos d'aquest monument · Carregueu una nova foto d'aquest monument                                 |

## Torrent
Vegeu la llista de monuments de Torrent.

## Xirivella
| Monument                                          | Prot.? | Estil/època | Localització                | Coordenades                                          | Codi?         | Imatge |
| ------------------------------------------------- | ------ | ----------- | --------------------------- | ---------------------------------------------------- | ------------- | --- |
| Església Parroquial de la Mare de Déu de la Salut | BRL    | S.XVII      | Xirivella Pl. de l'Església | 39° 27′ 57″ N, 0° 25′ 31″ O / 39.465821°N,0.425276°O | 46.14.110-001 | Església parroquial de la Mare de Déu de la Salut (Xirivella) · Vegeu més fotos d'aquest monument · Carregueu una nova foto d'aquest monument |
| Ermita de la Salut                                | BRL    |             | Xirivella                   | 39° 27′ 57″ N, 0° 25′ 35″ O / 39.465772°N,0.426464°O | 46.14.110-003 | Ermita de la Salut (Xirivella) · Vegeu més fotos d'aquest monument · Carregueu una nova foto d'aquest monument                                |
| Dipòsit d'aigua potable                           | BIE    | 1940        | Xirivella C. València       | 39° 27′ 53″ N, 0° 25′ 39″ O / 39.464641°N,0.427634°O | 46.14.110-E1  | Dipòsit d'aigua potable (Xirivella) · Vegeu més fotos d'aquest monument · Carregueu una nova foto d'aquest monument                           |
| Mercat Municipal                                  | BIE    | 1958        | Xirivella C. Sant Antoni    | 39° 27′ 56″ N, 0° 25′ 41″ O / 39.465425°N,0.428093°O | 46.14.110-E2  | Mercat Municipal (Xirivella) · Vegeu més fotos d'aquest monument · Carregueu una nova foto d'aquest monument                                  |
| Cementeri municipal Verge de la Salut             | BIE    | 1950        | Xirivella La Rambleta       | 39° 27′ 06″ N, 0° 25′ 21″ O / 39.45175°N,0.42240°O   | 46.14.110-E3  | Cementeri municipal Verge de la Salut (Xirivella) · Vegeu més fotos d'aquest monument · Carregueu una nova foto d'aquest monument             |